# Palma de Gandía
Palma de Gandía (en valenciano, Palma de Gandia) es un municipio de la Comunidad Valenciana, España. Perteneciente a la provincia de Valencia, en la comarca de la Safor.

## Geografía
Situado en el sureste de la provincia de Valencia. El clima es mediterráneo.
Desde Valencia se accede a esta localidad, por carretera, a través de la N-332 para enlazar con la CV-686 y finalizar en la CV-685.

### Localidades limítrofes
El término municipal de Palma de Gandía limita con las siguientes localidades:
Ador, Alfahuir, Beniarjó, Beniflá, Gandía, Potríes, Real de Gandía y Rótova, todas ellas de la provincia de Valencia.

## Historia
Su historia local se incluye en la de la vecina ciudad de Gandía, a cuya jurisdicción territorial y ducado pertenecía. Por tanto pasó sucesivamente por las manos de las familias que detentaron el señorío y Ducado de Gandía.
Los indicios más antiguos de una ocupación humana del término corresponden a la primera etapa de la Edad de los Metales: son los materiales pertenecientes, al parecer, a un enterramiento colectivo eneolítico que existe en los estratos inferiores de la Cova Bernarda, en la ladera de poniente de la Falconera. En los niveles superiores de la citada Cueva Bernarda se ha encontrado también materiales ibéricos (platos y vasos de cerámica, cuchillos, afalcatados de hierro, etc), y en la Alberca, junto al Barranco del Cister, había una lápida con inscripción latina, que en la actualidad se conserva en el Museo Comarcal de Gandía.

## Demografía
Palma de Gandía cuenta con una población de 1816 habitantes (INE 2024).
| Gráfica de evolución demográfica de Palma de Gandía entre 1842 y 2021 |
| |
| Población de derecho según los censos de población del INE Población de hecho según los censos de población del INEEn 1857 disminuye el término del municipio porque independiza a Ador |

## Economía
Su economía descansa en el cultivo del naranjo, habiendo conocido a lo largo de su historia un proceso semejante al del resto de la comarca. En secano se cultivan frutales y un porcentaje bajo en olivos. En regadío la naranja adquiere el carácter de monocultivo.
La principal industria es la derivada de la exportación naranjera, contando con varios almacenes agrios. Además cuenta con industrias de cerámicas dedicadas a la producción de tejas y ladrillos.
Aunque actualmente, la mayor parte de la población trabaja en industrias y comercios de poblaciones cercanas como Gandía y Villalonga, y se está abandonando el cultivo de la naranja.

## Administración y política
| Periodo   | Nombre                                                                  | Partido                                           |
| --------- | ----------------------------------------------------------------------- | ------------------------------------------------- |
| 1979-1983 | Salvador Estruch Escrivà                                                | UCD                                               |
| 1983-1987 | Salvador Estruch Escrivà                                                | AP                                                |
| 1987-1991 | Salvador Estruch Escrivà                                                | AP                                                |
| 1991-1995 | Salvador Estruch Escrivà                                                | PP                                                |
| 1995-1999 | Javier Català Malonda                                                   | PP                                                |
| 1999-2003 | Juan José Sapena Piera                                                  | PSPV-PSOE                                         |
| 2003-2007 | Juan José Sapena Piera                                                  | PSPV-PSOE                                         |
| 2007-2011 | Xaro Frasquet Escrivà Pepa Boscà Banyuls                                | BLOC PP                                           |
| 2011-2015 | Pepa Boscà Banyuls Teresa Català Malonda                                | PP                                                |
| 2015-2019 | María Trinidad Miñana Roig                                              | PSPV-PSOE GENT DE PALMA - COMPROMIS               |
| 2019-2023 | Inmaculada Escrivà Fayos (2019) María Trinidad Miñana Roig (desde 2019) | GENT DE PALMA-COMPROMIS. Transfugas del PSOE + PP |
| 2023-act. | Paula Femenia Ortolà                                                    | GENT DE PALMA-COMPROMIS                           |

## Patrimonio
- Iglesia parroquial. Está dedicada a San Miguel Arcángel.
- Cueva de la Llave Negra.

Cuenta además con un Calvario y una ermita dedicada a Santa Ana.
- Ruta de los Monasterios de Valencia. Palma de Gandía se encuentra enclavada dentro del itinerario de esta ruta monumental inaugurada en 2008, que discurre por la localidad.
- Camino del Cid. La localidad forma parte de esta ruta turístico cultural que atraviesa las provincias de Burgos, Soria, Guadalajara, Zaragoza, Teruel, Castellón, Valencia y Alicante.

## Fiestas locales
- Fiestas Mayores. Celebra sus fiestas en agosto, más concretamente en la última semana completa de agosto. El sábado se celebra la presentación de la reina de las fiestas, el domingo el día de los Santos de la Piedra, el lunes San Cristóbal, el martes la Divina Aurora, el miércoles San Miguel y el jueves el Cristo de la Salud.